# بادانغ بسار
تعديل مصدري - تعديل  
بادانغ بسار (بالإنجليزية: Padang Besar, Malaysia)‏ هي مدينة تقع في ماليزيا في برليس. يقدر عدد سكانها بـ Around10,000 نسمة وترتفع عن سطح البحر 27 متر.